# Richthof (Sengenthal)
Richthof ist ein Gemeindeteil der Gemeinde Sengenthal im Landkreis Neumarkt in der Oberpfalz in Bayern.

## Lage
Richthof liegt, umgeben von Feldern, auf rund 420 m ü. NHN westlich vor dem Stufenhang zur Weißjurafläche der Nördlichen Frankenalb und südlich des Buchberges. Die Einöde liegt nahe der Kreisstraße NM 18 und ist mit dieser durch eine Gemeindeverbindungsstraße verbunden. In nördlicher Richtung erreicht man von Richthof aus auf der NM 18 Reichertshofen, in südlicher Richtung Forst. Vor Forst zweigt die Kreisstraße NM 20 von der NM 18 in westlicher Richtung ab.

## Geschichte
Der Hof ist 1670 in einer Zehentbeschreibung der Pfarrei Berngau erwähnt; der Großzehent des Hofes stand dem Kurfürsten, der Klein- und Hauszehent dem Pfarrer zu. Als die Berngauer Filiale Reichertshofen 1867 zur Pfarrei erhoben wurde, gehörte Richthof dorthin.
Am Ende des Alten Reiches, um 1800, gehörte Richthof zur Oberen Hofmark Berngau und unterstand hochgerichtlich dem herzoglich-baierischen Schultheißenamt Neumarkt.
Im Königreich Bayern wurde zwischen 1810 und 1820 ein Steuerdistrikt Forst im Rentamt Neumarkt gebildet, dem das Dorf Forst selber, die Birkenmühle, die Braunmühle, der Braunshof, der Dietlhof, Greißelbach, Rocksdorf und der Richthof angehörten. Mit dem Gemeindeedikt von 1818 gehörte Richthof zur Ruralgemeinde Reichertshofen. Am 1. Dezember 1871 gab es im Königreich Bayern eine Volkszählung; für Richthof ergab sich eine Zahl von zehn Einwohnern. Es gab fünf Gebäude, und es wurden ein Pferd und 27 Stück Rindvieh gehalten. Die Kinder besuchten die katholische Schule am Pfarrort Reichertshofen. Für 1900 werden elf Einwohner elf und ein Wohngebäude vermeldet.
Im Zuge der Gebietsreform in Bayern wurde die Gemeinde Reichertshofen und damit auch Richthof mit seinen nunmehr zwei Wohngebäuden am 1. Januar 1972 in die Gemeinde Sengenthal eingemeindet. Eines davon, ein ehemaliges Wohnstallhaus aus der Mitte des 19. Jahrhunderts, gilt als Baudenkmal.

### Einwohnerzahlen
- 1830: 18 (4 Häuser)[8]
- 1836: 13 („Richthöfe“; 2 Häuser)[9]
- 1861: 14 (4 Gebäude)[10]
- 1871: 10 (5 Gebäude)[11]
- 1900: 11 (1 Wohngebäude)[12]
- 1938: 10[13]
- 1961: 14 (2 Wohngebäude)[14]
- 1987: 13 (2 Wohngebäude, 4 Wohnungen)[1]